# Skoki do wody na Mistrzostwach Świata w Pływaniu 2024 – trampolina 3 m synchronicznie mężczyzn
Trampolina 3 m synchronicznie mężczyzn – jedna z konkurencji rozgrywanych w ramach skoków do wody, podczas mistrzostw świata w pływaniu w 2024. Zawody w tej konkurencji rozegrano 4 lutego, udział w nich brało 27 duetów.
Zwycięzcami konkurencji okazali się reprezentanci Chin Long Daoyi i Wang Zongyuan. Drugą pozycję zajęli zawodnicy z Włoch Lorenzo Marsaglia i Giovanni Tocci, trzecią zaś reprezentujący Hiszpanię Adrián Abadía i Nicolás García.

## Wyniki
| Miejsce | Zawodnicy                                  | Państwo           | Wynik  |
| ------- | ------------------------------------------ | ----------------- | ------ |
| 01 !    | Long Daoyi Wang Zongyuan                   | Chiny             | 442,41 |
| 02 !    | Lorenzo Marsaglia Giovanni Tocci           | Włochy            | 384,24 |
| 03 !    | Adrián Abadía Nicolás García               | Hiszpania         | 383,28 |
| 4.      | Rodrigo Diego Osmar Olvera                 | Meksyk            | 383,19 |
| 5.      | Anthony Harding Jack Laugher               | Wielka Brytania   | 376,26 |
| 6.      | Ołeh Kołodij Danyło Konowałow              | Ukraina           | 363,12 |
| 7.      | Kacper Lesiak Andrzej Rzeszutek            | Polska            | 362,04 |
| 8.      | Yi Jae-gyeong Kim Yeong-taek               | Korea Południowa  | 351,21 |
| 9.      | Andrew Capobianco Quentin Henninger        | Stany Zjednoczone | 351,18 |
| 10.     | Guillaume Dutoit Jonathan Suckow           | Szwajcaria        | 344,37 |
| 11.     | Frandiel Gómez Jonathan Ruvalcaba          | Dominikana        | 342,63 |
| 12.     | Jules Bouyer Alexis Jandard                | Francja           | 338,85 |
| 13.     | Yohan Eskrick-Parkinson Yona Knight-Wisdom | Jamajka           | 337,17 |
| 14.     | Ooi Tze Liang Muhammad Syafiq Puteh        | Malezja           | 333,57 |
| 15.     | David Ledinski Matej Neveščanin            | Chorwacja         | 333,48 |
| 16.     | Alexander Lube Moritz Wesemann             | Niemcy            | 328,62 |
| 17.     | Daniel Restrepo Luis Uribe                 | Kolumbia          | 320,13 |
| 18.     | Liam Stone Frazer Tavener                  | Nowa Zelandia     | 319,38 |
| 19.     | Luis Moura Rafael Borges                   | Brazylia          | 313,71 |
| 20.     | Sam Fricker Kurtis Mathews                 | Australia         | 311,61 |
| 21.     | Vyacheslav Kachanov Igor Myalin            | Uzbekistan        | 310,62 |
| 22.     | Tri Anggoro Priambodo Adityo Restu Putra   | Indonezja         | 288,18 |
| 23.     | Alexander Hart Nikolaj Schaller            | Austria           | 275,91 |
| 24.     | Sebastian Konecki Martynas Lisauskas       | Litwa             | 247,35 |
| 25.     | Nazar Kożanow Kiriłł Nowikow               | Kazachstan        | 232,29 |
| 26.     | Robben Yiu Curtis Yuen                     | Hongkong          | 208,41 |
| 27.     | He Heung Wing Zhang Hoi                    | Makau             | 202,53 |